# Riserva naturale Lanche di Azzanello
La riserva naturale Lanche di Azzanello è un'area naturale protetta situata nell'area golenale del fiume Oglio comprendente i comuni di Azzanello e Castelvisconti, in provincia di Cremona. La riserva occupa una superficie di 141,482 ettari, è un SIC Sito di Importanza Comunitaria che ha grande pregio e interesse naturalistico e un'elevata valenza paesaggistica ambientale. È stata istituita dalla Regione Lombardia con determinazione di Consiglio n° IV/1388 del 31 maggio 1989 e successive modifiche con l'approvazione del PTC del Parco Oglio Nord D.g.r. 4 agosto 2005 n. 8/548 con l'inserimento nella rete Natura 2000.

## Il luogo
Si tratta in una serie di lanche che si trovano a ridosso di un meandro fluviale attivo. La migrazione di quest'ultimo determina la formazione di rami e meandri abbandonati. Allo stato attuale le lanche ricevono ancora acqua dal fiume anche in regime di magra e dalla roggia Tinta.

## La flora
La vegetazione è quella caratteristica delle aree golenali della Pianura Padana.
Tra le specie legnose si segnalano: il pioppo nero, il pioppo grigio, l'olmo, l'acero campestre, la quercia farnia.
Gli arbustri sono rappresentati dal biancospino, il prugnolo selvatico e la sanguinella. Si segnala la presenza dell'indaco bastardo, pianta esotica e infestante.
Sui greti dei fiumi si trova un'essenza presente solitamente più a settentrione, come il salice ripaiolo. E inoltre: l'erba pignola, il fiordaliso dei pascoli, l'erba viperina e il camedrio comune.
Nelle aree umide vivono il campanellino estivo, la calta, la viola di palude.
Nelle zone erbacee sono presenti: il favagello e la viola dei boschi.

## La fauna
Discreta è la quantità di specie faunistiche che frequentano la riserva.
Tra gli anfibi e i rettili si segnalano: la rana di Lataste, la raganella, il tritone crestato, il ramarro e il biacco.
I mammiferi presenti nella riserva sono: la volpe, il tasso, la faina e la lepre. Tra i micromammiferi: il toporagno d'acqua, il moscardino, il campagnolo rossastro, il topo selvatico e il topolino delle risaie.
Molto evidente l'avifauna: il lodolaio, il gufo comune, il picchio rosso maggiore, il torcicollo, il rigogolo, l'averla piccola, il martin pescatore, il gruccione, il pendolino, la cannaiola verdognola. In inverno svernano il falco di palude, l'albanella comune, la passera scopaiola, il pettirosso, il luì piccolo, la pispola e lo spioncello.